# Grammy Award for Best Gospel/Contemporary Christian Music Performance
Der Grammy Award for Best Gospel/Contemporary Christian Music Performance, auf Deutsch „Grammy-Auszeichnung für die beste Darbietung im Bereich Gospelmusik / Christliche Popmusik“, ist ein Musikpreis, der von 1968 bis 1977 und von 2005 bis 2014 von der amerikanischen Recording Academy im Bereich der Gospelmusik/Christliche Popmusik verliehen wurde.

## Geschichte und Hintergrund
Die seit 1959 verliehenen Grammy Awards werden jährlich in zahlreichen Kategorien von der Recording Academy in den Vereinigten Staaten vergeben, um künstlerische Leistung, technische Kompetenz und hervorragende Gesamtleistung ohne Rücksicht auf die Album-Verkäufe oder Chart-Position zu würdigen.
Eine dieser Kategorien war der Grammy Award for Best Gospel/Contemporary Christian Music Performance. Die Auszeichnung wurde erstmals 1968 unter dem Namen Grammy Award for Best Gospel Performance verliehen und nur für Alben vergeben. 1971 wurde der Preis in Grammy Award for Best Gospel Performance (other than soul gospel) umbenannt, vergeben für Alben und Singles. Er behielt diese Bezeichnung bis ins Jahr 1977. 1978 wurde die Auszeichnung in die beiden neuen Kategorien Grammy Award for Best Gospel Performance, Traditional und Grammy Award for Best Gospel Performance, Contemporary aufgeteilt. Die ursprüngliche Kategorie wurde 2005 wiederbelebt und unter dem Namen Grammy Award for Best Gospel Performance vergeben. Nach einer umfassenden Überarbeitung der Grammy-Kategorien wurde die Auszeichnung 2012 in Grammy Award for Best Gospel/Contemporary Christian Music Performance umbenannt und bis ins Jahr 2014 verwendet. 2015 kam es erneut zu einer Umstrukturierung der Musikgenres Gospel und Christliche Popmusik und des wurde der neue Grammy Award for Best Contemporary Christian Music Performance/Song geschaffen.
The Blackwood Brothers halten den Rekord für die meisten Auszeichnungen in dieser Kategorie mit vier Siegen, zwei davon gemeinsam mit Porter Wagoner. Sie halten auch den Rekord für die meisten Nominierungen mit sieben. Zu den zweimaligen Gewinnern zählen Porter Wagoner, The Oak Ridge Boys, Karen Clark Sheard und CeCe Winans.

## Gewinner und Nominierte
| Jahr        | Gewinner | Nationalität | Werk | Nominierte | Bild des/der Gewinner(s) |
| ----------- | --- | --- | --- | --- | --- |
| 1968        | Porter Wagoner & The Blackwood Brothers Quartet | Vereinigte Staaten | More Grand Old Gospel | - Happy Goodman Family – Good ’n’ Happy - Oak Ridge Boys – Oak Ridge Boys - Singing Rambos – Singing Rambos, Gospel Ballads - The Blackwood Brothers Quartet – The Blackwood Brothers Quartet Sings for Joy                                  | |
| 1969        | Happy Goodman Family | Vereinigte Staaten | The Happy Gospel of the Happy Goodmans | - Keine weiteren Nominierten in diesem Jahr | |
| 1970        | Porter Wagoner & The Blackwood Brothers Quartet | Vereinigte Staaten | In Gospel Country | - Oak Ridge Boys – It’s Happening - LeFevres – The Best Is Yet To Come - Happy Goodman Family – This Happy House - Singing Rambos – This Is My Valley                                                                                        | |
| 1971        | Oak Ridge Boys | Vereinigte Staaten | Talk About the Good Times | - Thrasher Brothers – Fantastic Thrashers at Fantastic Caverns - LeFevres – Moving Up - Wendy Bagwell and the Sunliters – Talk About the Good Times - Florida Boys – The Many Moods of the Florida Boys                                      | |
| 1972        | Charley Pride | Vereinigte Staaten | Let Me Live | - Blackwood Brothers – He’s Still King of Kings - Oak Ridge Boys – Jesus Christ, What a Man - Hovie Lister & The Statesmen – Put Your Hand in the Hand - Imperials – Time to Get It Together                                                 | |
| 1973        | Blackwood Brothers | Vereinigte Staaten | L-O-V-E | - Thrasher Brothers – America Sings - Wendy Bagwell and the Sunliters – By Your Request - Oak Ridge Boys – Light - Rambos – Soul in the Family                                                                                               | |
| 1974        | Blackwood Brothers | Vereinigte Staaten | Release Me (from My Sin) | - The Statesmen – I Believe in Jesus - Andrae Crouch – Just Andrae - The Imperials – Live - Oak Ridge Boys – Street Gospel | |
| 1975        | Keine Verleihung der Auszeichnung in diesem Jahr | Keine Verleihung der Auszeichnung in diesem Jahr | Keine Verleihung der Auszeichnung in diesem Jahr | Keine Verleihung der Auszeichnung in diesem Jahr | Keine Verleihung der Auszeichnung in diesem Jahr |
| 1976        | The Imperials | Vereinigte Staaten | No Shortage | - Connie Smith – Connie Smith Sings Hank Williams Gospel - Happy Goodman Family – Happy Goodman Family Hour - Statler Brothers – Holy Bible – New Testament - Johnny Cash – Johnny Cash Sings Precious Memories                              | |
| 1977        | Oak Ridge Boys | Vereinigte Staaten | Where the Soul Never Dies | - The Speers – Between the Cross and Heaven (There’s a Whole Lot of Living Going On) - Florida Boys – Here They Come - The Imperials – Just Because - Blackwood Brothers – Learning to Lean                                                  | |
| 1978        | In den Jahren 1978–1983 wurden die beiden Auszeichnungen Grammy Award for Best Gospel Performance, Traditional und Grammy Award for Best Gospel Performance, Contemporary vergeben | In den Jahren 1978–1983 wurden die beiden Auszeichnungen Grammy Award for Best Gospel Performance, Traditional und Grammy Award for Best Gospel Performance, Contemporary vergeben | In den Jahren 1978–1983 wurden die beiden Auszeichnungen Grammy Award for Best Gospel Performance, Traditional und Grammy Award for Best Gospel Performance, Contemporary vergeben | In den Jahren 1978–1983 wurden die beiden Auszeichnungen Grammy Award for Best Gospel Performance, Traditional und Grammy Award for Best Gospel Performance, Contemporary vergeben                                                           | In den Jahren 1978–1983 wurden die beiden Auszeichnungen Grammy Award for Best Gospel Performance, Traditional und Grammy Award for Best Gospel Performance, Contemporary vergeben |
| 1979        | In den Jahren 1978–1983 wurden die beiden Auszeichnungen Grammy Award for Best Gospel Performance, Traditional und Grammy Award for Best Gospel Performance, Contemporary vergeben | In den Jahren 1978–1983 wurden die beiden Auszeichnungen Grammy Award for Best Gospel Performance, Traditional und Grammy Award for Best Gospel Performance, Contemporary vergeben | In den Jahren 1978–1983 wurden die beiden Auszeichnungen Grammy Award for Best Gospel Performance, Traditional und Grammy Award for Best Gospel Performance, Contemporary vergeben | In den Jahren 1978–1983 wurden die beiden Auszeichnungen Grammy Award for Best Gospel Performance, Traditional und Grammy Award for Best Gospel Performance, Contemporary vergeben                                                           | In den Jahren 1978–1983 wurden die beiden Auszeichnungen Grammy Award for Best Gospel Performance, Traditional und Grammy Award for Best Gospel Performance, Contemporary vergeben |
| 1980        | In den Jahren 1978–1983 wurden die beiden Auszeichnungen Grammy Award for Best Gospel Performance, Traditional und Grammy Award for Best Gospel Performance, Contemporary vergeben | In den Jahren 1978–1983 wurden die beiden Auszeichnungen Grammy Award for Best Gospel Performance, Traditional und Grammy Award for Best Gospel Performance, Contemporary vergeben | In den Jahren 1978–1983 wurden die beiden Auszeichnungen Grammy Award for Best Gospel Performance, Traditional und Grammy Award for Best Gospel Performance, Contemporary vergeben | In den Jahren 1978–1983 wurden die beiden Auszeichnungen Grammy Award for Best Gospel Performance, Traditional und Grammy Award for Best Gospel Performance, Contemporary vergeben                                                           | In den Jahren 1978–1983 wurden die beiden Auszeichnungen Grammy Award for Best Gospel Performance, Traditional und Grammy Award for Best Gospel Performance, Contemporary vergeben |
| 1981        | In den Jahren 1978–1983 wurden die beiden Auszeichnungen Grammy Award for Best Gospel Performance, Traditional und Grammy Award for Best Gospel Performance, Contemporary vergeben | In den Jahren 1978–1983 wurden die beiden Auszeichnungen Grammy Award for Best Gospel Performance, Traditional und Grammy Award for Best Gospel Performance, Contemporary vergeben | In den Jahren 1978–1983 wurden die beiden Auszeichnungen Grammy Award for Best Gospel Performance, Traditional und Grammy Award for Best Gospel Performance, Contemporary vergeben | In den Jahren 1978–1983 wurden die beiden Auszeichnungen Grammy Award for Best Gospel Performance, Traditional und Grammy Award for Best Gospel Performance, Contemporary vergeben                                                           | In den Jahren 1978–1983 wurden die beiden Auszeichnungen Grammy Award for Best Gospel Performance, Traditional und Grammy Award for Best Gospel Performance, Contemporary vergeben |
| 1982        | In den Jahren 1978–1983 wurden die beiden Auszeichnungen Grammy Award for Best Gospel Performance, Traditional und Grammy Award for Best Gospel Performance, Contemporary vergeben | In den Jahren 1978–1983 wurden die beiden Auszeichnungen Grammy Award for Best Gospel Performance, Traditional und Grammy Award for Best Gospel Performance, Contemporary vergeben | In den Jahren 1978–1983 wurden die beiden Auszeichnungen Grammy Award for Best Gospel Performance, Traditional und Grammy Award for Best Gospel Performance, Contemporary vergeben | In den Jahren 1978–1983 wurden die beiden Auszeichnungen Grammy Award for Best Gospel Performance, Traditional und Grammy Award for Best Gospel Performance, Contemporary vergeben                                                           | In den Jahren 1978–1983 wurden die beiden Auszeichnungen Grammy Award for Best Gospel Performance, Traditional und Grammy Award for Best Gospel Performance, Contemporary vergeben |
| 1983        | In den Jahren 1978–1983 wurden die beiden Auszeichnungen Grammy Award for Best Gospel Performance, Traditional und Grammy Award for Best Gospel Performance, Contemporary vergeben | In den Jahren 1978–1983 wurden die beiden Auszeichnungen Grammy Award for Best Gospel Performance, Traditional und Grammy Award for Best Gospel Performance, Contemporary vergeben | In den Jahren 1978–1983 wurden die beiden Auszeichnungen Grammy Award for Best Gospel Performance, Traditional und Grammy Award for Best Gospel Performance, Contemporary vergeben | In den Jahren 1978–1983 wurden die beiden Auszeichnungen Grammy Award for Best Gospel Performance, Traditional und Grammy Award for Best Gospel Performance, Contemporary vergeben                                                           | In den Jahren 1978–1983 wurden die beiden Auszeichnungen Grammy Award for Best Gospel Performance, Traditional und Grammy Award for Best Gospel Performance, Contemporary vergeben |
| 1984 – 2004 | Keine Verleihung der Auszeichnung in diesen Jahren | Keine Verleihung der Auszeichnung in diesen Jahren | Keine Verleihung der Auszeichnung in diesen Jahren | Keine Verleihung der Auszeichnung in diesen Jahren | Keine Verleihung der Auszeichnung in diesen Jahren |
| 2005        | Ray Charles und Gladys Knight | Vereinigte Staaten | “Heaven Help Us All” | - Shirley Caesar und Ann Nesby — “The Stone” - Dr. John und Mavis Staples — “Lay My Burden Down” - Fred Hammond — “Celebrate (He Lives)” - Ben Harper und The Blind Boys of Alabama — “There Will Be a Light”                                | |
| 2006        | CeCe Winans | Vereinigte Staaten | “Pray” | - Yolanda Adams — “Be Blessed” - Kirk Franklin — “Looking For You” - Donnie McClurkin — “I Call You Faithful” - Hezekiah Walker und Love Fellowship Choir — “Lift Him Up”                                                                    | |
| 2007        | Yolanda Adams | Vereinigte Staaten | “Victory” | - Israel & New Breed — “Not Forgotten” - Donald Lawrence & The Tri-City Singers — “The Blessing Of Abraham” - Chris Tomlin — “Made To Worship” - Tye Tribbett — “Victory”                                                                    | |
| 2008        | The Clark Sisters | Vereinigte Staaten | “Blessed & Highly Favored” | - Casting Crowns — “East To West” - Israel & New Breed featuring T-Bone — “With Long Life” - CeCe Winans — “He Set My Life To Music” | |
| 2008        | Aretha Franklin & Mary J. Blige | Vereinigte Staaten | “Never Gonna Break My Faith” | - Casting Crowns — “East To West” - Israel & New Breed featuring T-Bone — “With Long Life” - CeCe Winans — “He Set My Life To Music” | |
| 2009        | Mary Mary | Vereinigte Staaten | “Get Up” | - Kim Burrell, Rance Allen, Bebe Winans, Mariah Carey und Hezekiah Walkers Love Fellowship Tabernacle Church Choir — “I Understand” - Casting Crowns — “East to West” - Take 6 — “Shall We Gather at the River” - CeCe Winans — “Waging War” | |
| 2010        | Donnie McClurkin featuring Karen Clark Sheard | Vereinigte Staaten | “Wait On The Lord” | - Francesca Battistelli — “Free To Be Me” - Heather Headley featuring Smokie Norful — “Jesus Is Love” - Jonny Lang with Fisk Jubilee Singers — “I Believe” - Third Day featuring Lacey Mosley — “Born Again”                                 | |
| 2011        | BeBe und CeCe Winans | Vereinigte Staaten | “Grace” | - Forever Jones — “He Wants It All” - Israel Houghton — “You Hold My World” - VaShawn Mitchell — “Nobody Greater” - Kirk Whalum und Lalah Hathaway — “He’s Been Just That Good”                                                              | |
| 2012        | Le’Andria Johnson | Vereinigte Staaten | “Jesus” | - Steven Curtis Chapman — “Do Everything” - Natalie Grant — “Alive (Mary Magdalene)” - Brandon Heath — “Your Love” - Chris Tomlin — “I Lift My Hands”                                                                                        | |
| 2013        | Matt Redman | Vereinigtes Königreich | “10,000 Reasons (Bless the Lord)” | - Casting Crowns — “Jesus, Friend of Sinners” - Tamela Mann — “Take Me to the King” - Mary Mary — “Go Get It” - Marvin Sapp — “I Win” | |
| 2014        | Tasha Cobbs | Vereinigte Staaten | Break Every Chain (Live) | - Natalie Grant – Hurricane - Matt Maher – Lord, I Need You - Mandisa – Overcomer - Tye Tribbett – If He Did It Before…Same God (Live) | |